# Dunières (Fluss)
Die Dunières (im Oberlauf: Dunerette) ist ein Fluss in Frankreich, der  in der Region Auvergne-Rhône-Alpes verläuft. Sie entspringt im Regionalen Naturpark Pilat, im Gemeindegebiet von Saint-Régis-du-Coin, entwässert zunächst in südwestlicher Richtung, schwenkt dann nach Westen und mündet nach rund 42 Kilometern im Gemeindegebiet von Les Villettes als rechter Nebenfluss in den Lignon du Velay. Auf ihrem Weg durchquert die Dunières die Départements Loire und Haute-Loire.

## Orte am Fluss
- Saint-Régis-du-Coin
- Riotord
- Dunières